# Frank Graham
Pour les articles homonymes, voir Graham.
Frank Graham est un acteur américain né le 22 novembre 1914 à Michigan (États-Unis), décédé le 2 septembre 1950 à Hollywood (Californie).

## Filmographie
- 1942 : Horton Hatches the Egg : Narrateur
- 1942 : Woodsman, Spare That Tree : Fox (voix)
- 1942 : Foney Fables : Narrateur
- 1942 : Saludos Amigos : Narrateur (voix)
- 1942 : Toll Bridge Troubles : Fox (voix)
- 1943 : Slay It with Flowers : Fox (voix)
- 1943 : Cosmo Jones in the Crime Smasher de James Tinling : Cosmo Jones
- 1943 : Plenty Below Zero : Fox (voix)
- 1943 : Red Hot Riding Hood de Tex Avery : Wolf (voix)
- 1943 : Tree for Two : Fox (voix)
- 1943 : A-Hunting We Won't Go : Fox (voix)
- 1943 : Sleepy Lagoon : Narrateur
- 1943 : Room and Bored : Fox (voix)
- 1943 : Way Down in the Corn : Fox (voix)
- 1944 : The Lady and the Monster de George Sherman : Narrateur
- 1944 : Going Home : Speaker de la radio (voix)
- 1944 : The Dream Kids : Fox (voix)
- 1944 : Mr. Moocher : Fox (voix)
- 1944 : Be Patient, Patient : Fox (voix)
- 1944 : Les Trois caballeros (The Three Caballeros) : Narrator
- 1945 : The Egg-Yegg : Fox (voix)
- 1945 : Ku-Ku Nuts : Fox (voix)
- 1945 : Treasure Jest : Fox (voix)
- 1945 : Phoney Baloney : Fox (voix)
- 1946 : Foxey Flatfoots : Fox (voix)
- 1946 : Unsure Runts : Fox (voix)
- 1946 : Mysto-Fox : Fox (voix)
- 1947 : Tooth or Consequences : Fox (voix)
- 1948 : Robin Hoodlum : Fox (voix)
- 1949 : Magic Fluke : Fox (voix)
- 1949 : Each Dawn I Crow : Narrateur (voix)
- 1950 : Punchy de Leon : Fox (voix)